# Saint-Marin aux Jeux olympiques d'été de 2012
Vous lisez un « bon article » labellisé en 2012.
Saint-Marin participe aux Jeux olympiques d'été de 2012 à Londres au Royaume-Uni du 27 juillet au 12 août 2012. Il s'agit de sa 13e participation à des Jeux olympiques d'été.
Saint-Marin fait partie des pays qui ne remportent pas de médaille au cours de ces Jeux olympiques. Parmi les quatre sportifs engagés, la tireuse Alessandra Perilli, porte-drapeau de la délégation lors des cérémonies d'ouverture et de clôture, manque de très peu de remporter ce qui eût été la première médaille olympique jamais obtenue par Saint-Marin. Dans l'épreuve féminine du trap, elle termine seconde ex aequo en finale, avec une Slovaque et une Française, et doit prendre part à une épreuve de barrage à trois pour l'attribution des médailles d'argent et de bronze. Elle termine troisième et dernière de ce barrage.

## Préparation et arrivée au village olympique
La délégation saint-marinaise pour ces Jeux olympiques se compose de quatre sportifs, accompagnés par quatre entraîneurs, un kinésithérapeute, un attaché de presse et cinq officiels, dont le Secrétaire d'État au sport de Saint-Marin, Fabio Berardi, et le président du Comité national olympique saint-marinais, Angelo Vicini. Les membres de la délégation de Saint-Marin récupèrent leurs vêtements pour les cérémonies d'ouverture et de clôture le 19 juillet et rejoignent Londres cinq jours plus tard.
Le 26 juillet à 13 heures, la délégation défile dans les allées du village olympique et participe à une cérémonie du lever de drapeau en compagnie des délégations de l'Allemagne, d'Antigua-et-Barbuda, de la Grèce et des îles Caïmans. À la suite de cette cérémonie, les athlètes sont officiellement admis à résider au village olympique. La délégation ambitionne d'obtenir une médaille en tir.

## Cérémonies d'ouverture et de clôture
Saint-Marin est la 159e délégation, après Samoa et avant Sao Tomé-et-Principe, à entrer dans le stade olympique de Londres au cours du défilé des nations durant la cérémonie d'ouverture. La porte-drapeau du pays est la tireuse Alessandra Perilli,, qui succède dans cette fonction à une autre tireuse, Daniela Del Din.
Les délégations défilent mélangées lors de la cérémonie de clôture à la suite du passage de l'ensemble des porte-drapeaux des nations participantes. Comme lors de la cérémonie d'ouverture, le drapeau de Saint-Marin est porté par Alessandra Perilli.

## Athlétisme
Saint-Marin n'aligne qu'une seule représentante lors des épreuves d'athlétisme à ces Jeux olympiques. Il s'agit de Martina Pretelli sur l'épreuve du 100 mètres,. Cette athlète de 23 ans participe à ses premiers Jeux olympiques mais a déjà concouru sur 100 mètres lors de deux Championnats du monde en plein air et sur 60 mètres dans trois Championnats du monde en salle. Pretelli a également obtenu deux quatrièmes places lors des Jeux des petits États d'Europe, sur 200 mètres en 2009 et sur 100 mètres en 2011. Pretelli est la première athlète saint-marinaise aux Jeux olympiques depuis 1976.

### Qualification
Martina Pretelli ne parvient pas à satisfaire les minima de qualification. Saint-Marin peut toutefois l'engager en raison de la règle qui autorise un comité national olympique à inscrire son meilleur athlète (masculin et féminin) sur une épreuve sauf le 10 000 mètres, le 3 000 mètres steeple et les épreuves combinées (décathlon et heptathlon). Ces invitations sont soumises à l'acceptation de l'Association internationale des fédérations d'athlétisme (IAAF). Pretelli est la seule athlète sélectionnée car la demande d'invitation proposée par le Comité national olympique saint-marinais concernant le sauteur en hauteur Eugenio Rossi est refusée par l'IAAF.

### Résultat
Pretelli, comme l'ensemble des sprinteuses bénéficiaires d'une invitation, doit participer au tour préliminaire du 100 mètres. Présente dans la quatrième course de ce tour préliminaire, Pretelli s'y classe troisième avec un temps de 12 secondes 41 centièmes. Auteure du douzième temps des engagées, Pretelli n'est pas qualifiée pour les séries, seules les deux premières de chaque course ainsi que les deux meilleurs temps pouvaient y parvenir. Elle déclare après sa course qu'elle aurait souhaité battre son record personnel et regrette la tendinite qui a perturbé sa préparation.
| Athlète          | Épreuve    | Tour préliminaire | Tour préliminaire | Série         | Série         | Demi-finale   | Demi-finale   | Finale        | Finale        |
| Athlète          | Épreuve    | Résultat          | Rang              | Résultat      | Rang          | Résultat      | Rang          | Résultat      | Rang          |
| ---------------- | ---------- | ----------------- | ----------------- | ------------- | ------------- | ------------- | ------------- | ------------- | ------------- |
| Martina Pretelli | 100 mètres | 12 s 41           | 3e                | Non qualifiée | Non qualifiée | Non qualifiée | Non qualifiée | Non qualifiée | Non qualifiée |

## Natation
Clelia Tini, âgée de 20 ans, est la seule représentante de Saint-Marin pour les épreuves de natation. Elle est alignée sur le 100 mètres nage libre.
La nageuse participe pour la première fois à des Jeux olympiques mais elle a déjà participé à d'autres compétitions internationales. Présente sur 50 et 100 mètres nage libre aux Championnats du monde 2009 et 2011,, elle obtient également une médaille de bronze sur 50 mètres nage libre aux Jeux des petits États d'Europe 2011.

### Qualification
Clelia Tini est sélectionnée pour les Jeux olympiques même si elle n'est pas parvenue à réaliser les temps qualificatifs requis. En effet, le Comité national olympique saint-marinais peut inscrire un nageur et une nageuse sans tenir compte des temps de qualification ou de sélection olympique à condition que le ou les nageurs potentiellement retenus aient participé aux Championnats du monde de natation 2011 à Shanghai (Chine) et qu'ils reçoivent ensuite une invitation pour participer aux Jeux. Cette invitation est accordée par la Fédération internationale de natation (FINA) suivant une table de points qu'elle utilise pour classer les nageurs. 41e des séries du 50 mètres nage libre et 49e de celles du 100 mètres nage libre aux Championnats du monde 2011, Tini, meilleure nageuse du pays selon la FINA, est la seule nageuse de Saint-Marin qui bénéficie d'une invitation pour les Jeux olympiques.

### Résultat
Clelia Tini ambitionne au départ des séries du 100 mètres nage libre de battre son record personnel et de passer sous les 58 secondes. Présente dans la troisième des sept séries au programme, Tini termine sa série en huitième et dernière position avec un temps de 58 secondes 29 centièmes. Auteure du trente-huitième temps des cinquante engagées, elle ne se qualifie pas pour les demi-finales qui réunissent les seize meilleurs temps des séries,. La nageuse de Saint-Marin déclare à l'issue de sa course être heureuse de sa performance et révèle que sa préparation aux Jeux olympiques a été perturbée par une gêne dans son dos. Son entraîneur est quant à lui satisfait de voir sa nageuse être classée dans les quarante premières.
| Athlète     | Épreuve               | Série   | Série | Demi-finale   | Demi-finale   | Finale        | Finale        |
| Athlète     | Épreuve               | Temps   | Rang  | Temps         | Rang          | Temps         | Rang          |
| ----------- | --------------------- | ------- | ----- | ------------- | ------------- | ------------- | ------------- |
| Clelia Tini | 100 mètres nage libre | 58 s 29 | 38e   | Non qualifiée | Non qualifiée | Non qualifiée | Non qualifiée |

## Tir
Saint-Marin est représenté dans les compétitions de tirs par une athlète, Alessandra Perilli,.
Âgée de 24 ans, Perilli participe pour la première fois aux Jeux olympiques. Alignée dans l'épreuve de trap, elle succède dans l'épreuve à sa compatriote Daniela Del Din, quinzième des qualifications lors des Jeux olympiques de 2008. Perilli compte en individuel à son palmarès deux victoires lors de la Coupe du monde ISSF 2011, une médaille d'argent lors du trap des Jeux des petits États d'Europe 2009 et une médaille de bronze dans la même discipline lors des Jeux méditerranéens 2009.

### Qualification
Le système de qualification vise à répartir 390 places entre les différentes nations pour l'ensemble des quinze épreuves de tir, dans la limite de 28 au maximum pour un pays. Le règlement du Comité international olympique stipule que toutes les épreuves de qualifications doivent avoir lieu durant les 24 mois précédant les Jeux. La Fédération internationale de tir sportif déclare que la qualification débute avec les Championnats du monde de tir 2010 soit presque deux ans avant les Jeux de Londres. Les compétitions permettant l'obtention de ces « quotas olympiques » sont les championnats du monde et continentaux à partir de 2010 ainsi que la Coupe du monde ISSF 2011. Chaque quota attribué ne l'est pas au sportif qui l'a décroché mais à son comité national olympique.
Grâce à ses deux victoires lors de la Coupe du monde 2011, Alessandra Perilli gagne un quota sur le trap féminin, le seul obtenu finalement par Saint-Marin,. Perilli est ainsi retenue pour participer aux Jeux olympiques,.

### Résultat

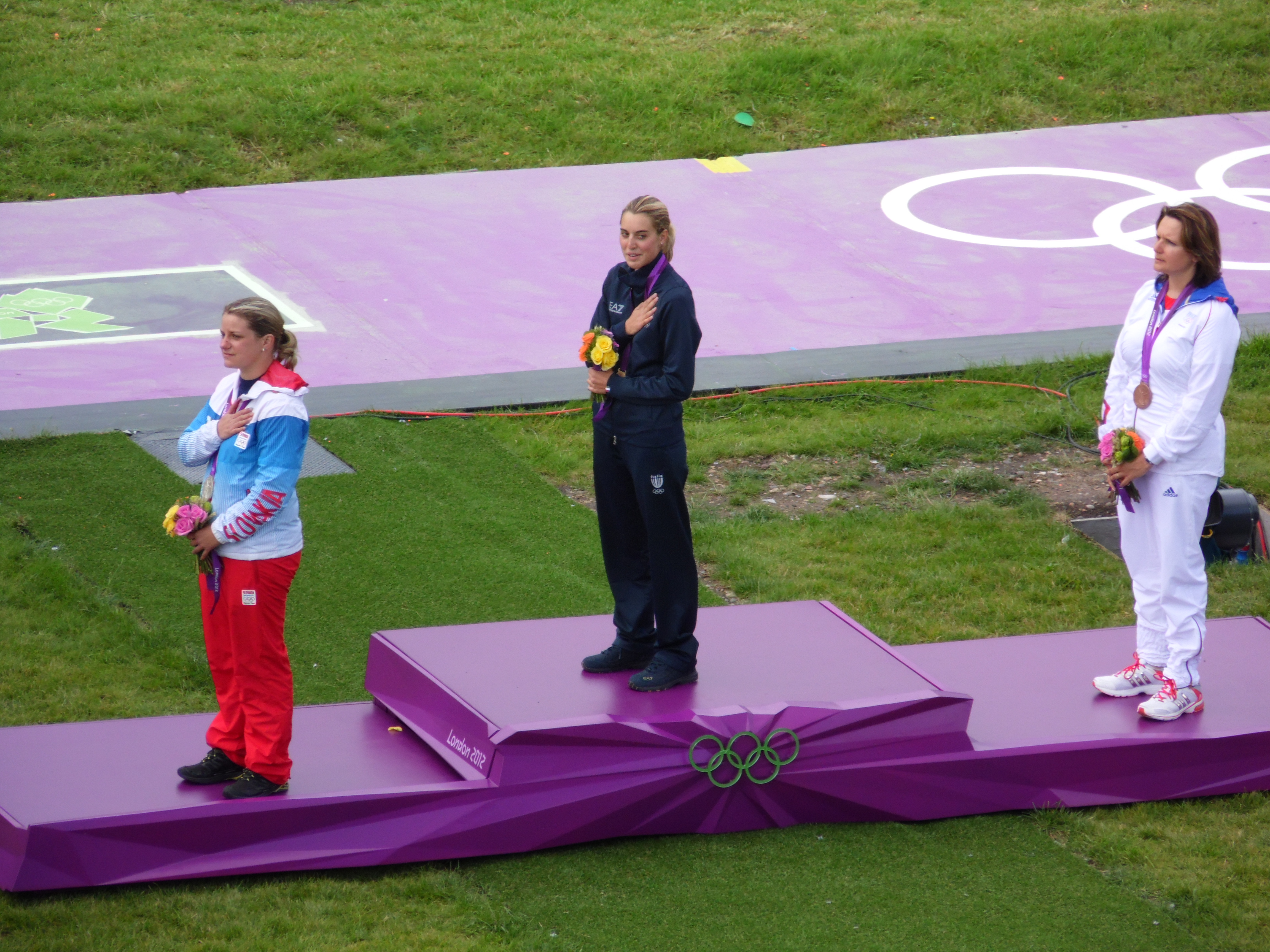
Podium féminin de l'épreuve du trap.

Alessandra Perilli se qualifie pour la finale en atteignant 71 cibles sur 75 soit le cinquième score des qualifications. Au terme de cette finale, elle se classe deuxième ex aequo avec deux concurrentes, la Slovaque Zuzana Štefečeková et la Française Delphine Réau, en réussissant un score de 93 sur 100. Elle participe alors à un barrage à trois pour déterminer les lauréates des médailles d'argent et de bronze. Première des trois concurrentes à échouer dans le tir de barrage, Perilli termine finalement l'épreuve au pied du podium. Obtenir une médaille sur cette épreuve aurait permis à Perilli de devenir la première médaillée de Saint-Marin aux Jeux olympiques toutes éditions confondues. Contente de son résultat qu'elle dédie à son entourage, elle déclare considérer sa quatrième place « comme une médaille ».
| Athlète            | Épreuve | Qualifications | Qualifications | Finale | Finale | Finale  |
| Athlète            | Épreuve | Points         | Rang           | Points | Rang   | Barrage |
| ------------------ | ------- | -------------- | -------------- | ------ | ------ | ------- |
| Alessandra Perilli | Trap    | 71             | 5e             | 93     | 4e     | 1⁄2     |

## Tir à l'arc
Emanuele Guidi, âgé de 42 ans, est sélectionné pour l'épreuve individuelle masculine de tir à l'arc, c'est le seul compétiteur de Saint-Marin dans la discipline lors de cette édition des Jeux olympiques,. Guidi pratique le tir à l'arc depuis 2006 et a intégré l'équipe nationale de Saint-Marin en 2008. Il a participé notamment aux Championnats du monde 2009 où il a atteint les trente-deuxièmes de finale,.

### Qualification
La compétition olympique réunit 64 athlètes dans chaque épreuve individuelle. Pour se qualifier, les archers doivent réaliser un score minimal de qualification à partir du 2 juillet 2011, date du début des Championnats du monde 2011. Ces places, à l'exception de trois d'entre elles, sont ensuite réparties selon les résultats des archers lors de ces Championnats du monde, les compétitions continentales qui suivent ainsi qu'un tournoi mondial de qualification. Les trois dernières places sont attribuées sous forme d'une invitation par une commission tripartite. C'est par l'invitation de la commission tripartite que Saint-Marin, par l'intermédiaire d'Emanuele Guidi, participe à l'épreuve masculine de tir à l'arc.

### Résultat

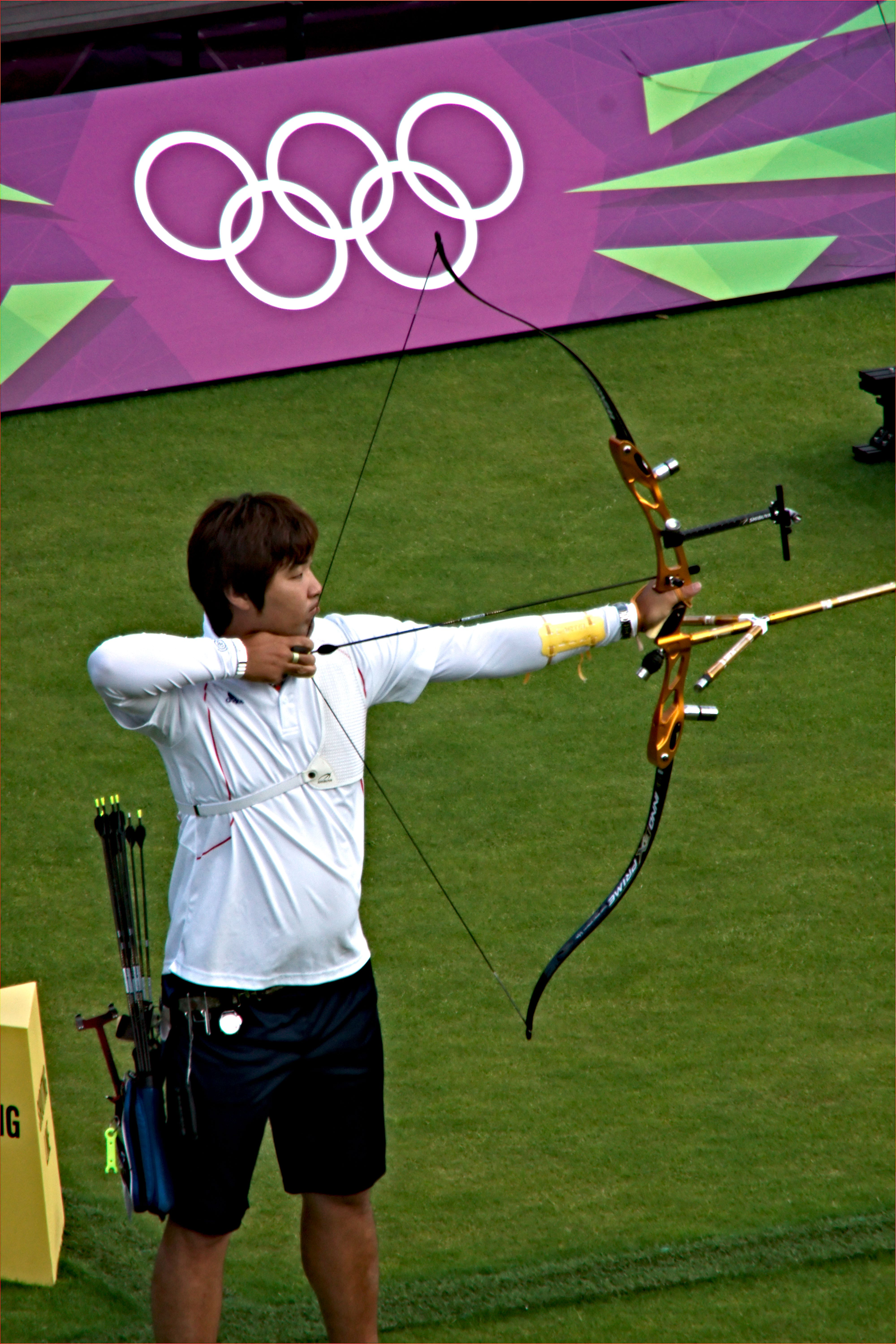
Im Dong-hyun, vainqueur d'Emanuele Guidi lors des trente-deuxièmes de finale du tir à l'arc.

L'épreuve se déroule en deux parties : un tour où chaque archer tire 72 flèches puis est classé de la première à la 64e place selon son score, suivi d'une phase où les archers s'opposent en un contre un dans un système à élimination directe. Pour remporter la confrontation directe, il faut gagner un total de six points lors des différents sets, en sachant qu'une victoire dans un set donne deux points et un match nul un point.
Emanuele Guidi réalise un score de 589 lors du tour préliminaire, ce qui le classe en dernière position des 64 engagés. Cette place le contraint à affronter en trente-deuxièmes de finale le Sud-Coréen Im Dong-hyun, premier avec 699 points ce qui constitue le nouveau record du monde de cette épreuve,. Guidi est ensuite battu en trois sets par Im Dong-hyun et déclare à l'issue de son élimination que d'avoir participé aux Jeux constitue « la plus grande satisfaction sportive de [sa] vie ».
| Athlète        | Épreuve    | Tour préliminaire | Tour préliminaire | 32e de finale                        | 16e de finale    | 8e de finale     | Quart de finale  | Demi-finale      | Finale           | Finale       |
| Athlète        | Épreuve    | Score             | Rang              | Adversaire Score                     | Adversaire Score | Adversaire Score | Adversaire Score | Adversaire Score | Adversaire Score | Rang         |
| -------------- | ---------- | ----------------- | ----------------- | ------------------------------------ | ---------------- | ---------------- | ---------------- | ---------------- | ---------------- | ------------ |
| Emanuele Guidi | Individuel | 589               | 64e               | Im Dong-hyun (1) 0-6 (0-2, 0-2, 0-2) | Non qualifié     | Non qualifié     | Non qualifié     | Non qualifié     | Non qualifié     | Non qualifié |

## Aspects extra-sportifs

### Timbres
À l'occasion de ces Jeux olympiques, la poste de Saint-Marin met en circulation une série de quatre timbres. Les illustrations représentent trois des quatre disciplines auxquelles participent les athlètes saint-marinais en 2012 (athlétisme, natation et tir), ainsi que les origines des Jeux olympiques.

### Médias
Les Jeux ne sont diffusés par aucune chaîne de télévision locale. Les Saint-Marinais peuvent suivre les épreuves olympiques en consultant les chaînes italiennes de Sky Italia ou de la Rai ainsi que sur Eurosport.
À la suite de sa participation au tir à l'arc, Emanuele Guidi intervient de façon récurrente dans l'émission radiophonique italienne Caterpillar, diffusée sur Rai Radio 2. Présent à l'antenne jusqu'à la cérémonie de clôture, il y parle sur un ton humoristique de son expérience des Jeux et des évènements se déroulant dans le village olympique.